# Kanton Nœux-les-Mines
Nœux-les-Mines is een kanton van het Franse departement Pas-de-Calais. Het kanton maakt deel uit van het arrondissement Béthune.

## Gemeenten
Het kanton Nœux-les-Mines omvatte tot en met 2014 de volgende gemeenten:
- Beuvry
- Labourse
- Nœux-les-Mines (hoofdplaats)
- Sailly-Labourse

Ingevolge de herindeling van de kantons bij dcreet van 24 februari 2014, met uitwerking in 2015, zijn dat:
- Barlin
- Drouvin-le-Marais
- Fouquereuil
- Fouquières-lès-Béthune
- Gosnay
- Haillicourt
- Hersin-Coupigny
- Hesdigneul-lès-Béthune
- Houchin
- Labourse
- Nœux-les-Mines
- Ruitz
- Vaudricourt